# 錦站

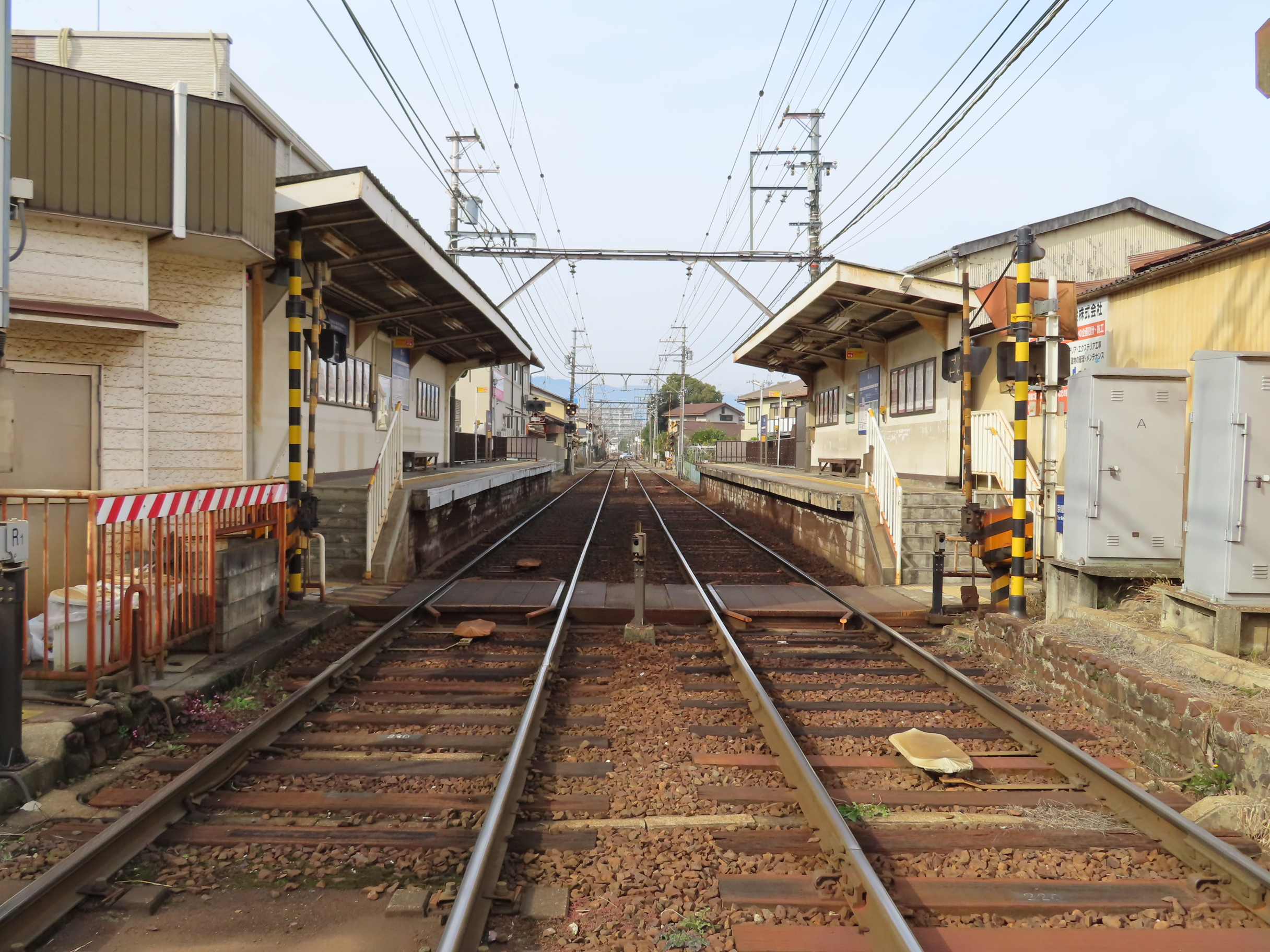
月台

錦站（日语：／ Nishiki eki */?）是位於滋賀縣大津市昭和町，京阪電氣鐵道的石山坂本線停留場。車站編號為OT08。

## 歷史
- 1913年（大正2年）3月1日 - 大津電車軌道大津（現時：琵琶湖濱大津）至膳所（現時：膳所本町）之間開通，此站啟用。
- 1927年（昭和2年）1月21日 - 公司合併後，成為琵琶湖鐵道汽船車站[3][4]。
- 1929年（昭和4年）4月11日 - 公司合併後，成為(舊)京阪電氣鐵道石山坂本線的車站[3][4]。
- 1943年（昭和18年）10月1日 - 公司合併後，成為京阪神急行電鐵（現時：阪急電鐵）的車站[3][5]。
- 1944年（昭和19年）8月15日 - 車站大樓一度廢止。
- 1949年（昭和24年）12月1日 - 公司分離後，成為(新)京阪電氣鐵道的車站[3][5]。
- 1959年（昭和34年）9月1日 - 車站重開。
- 1966年（昭和41年）10月16日 - 月台上蓋翻新工程竣工。

## 車站構造
車站是一座地面車站，設有2面2線的相對式月台。車站大樓（閘口）位於坂本方向月台靠近石山寺一方，對面為石山寺方向月台，兩月台之間設有站內平交道。月台上設有PiTaPa（ICOCA）專用出入閘機。
平日早上設有職員當值。

### 月台
| 月台         | 路線        | 上下行 | 方向                                                                             | 備註                               |
| ------------ | ----------- | ------ | -------------------------------------------------------------------------------- | ---------------------------------- |
| 車站大樓一方 | ▼石山坂本線 | 下行   | 琵琶湖濱大津、京阪大津京、坂本比叡山口方向 ▲京津線（ 地下鐵東西線 三條京阪）方向 | 京津線需要在琵琶湖濱大津站轉乘列車 |
| 車站大樓對面 | ▼石山坂本線 | 上行   | 京阪石山、石山寺方向                                                             |                                    |

※月台可容納2卡列車。在旅客資訊上沒有編排月台編號。

## 車站周邊
- 滋賀大學教育學部附屬幼稚園（日语：滋賀大学教育学部附属幼稚園）
- 滋賀大學教育學部附屬小學（日语：滋賀大学教育学部附属小学校）
- 滋賀大學教育學部附屬中學（日语：滋賀大学教育学部附属中学校）
- 琵琶湖大津王子飯店
- 大津勞動基準監督署（日语：労働基準監督署）
- 石坐神社（日语：石坐神社） - 本殿成為滋賀縣指定文化財，「天智天皇」、「伊賀采女宅子」和「大友皇子」三座神像在平安時代製成，成為國家重要文化財。
- 和田神社 - 本殿成為重要文化財。在關原之戰中戰敗的石田三成在護送時在此處休息[8]。
- 桃源寺（日语：桃源寺）

## 相鄰車站
京阪電氣鐵道
▼石山坂本線
膳所本町（OT07）－錦（OT08）－京阪膳所（OT09）

## 注腳
1. ↑  大津市統計年鑑
2. ↑  停車站資訊圖 （页面存档备份，存于）（日語） - 京阪電氣鐵道
3. 1 2 3 4  高橋 2017，第28頁.
4. 1 2  寺田 2013，第276頁.
5. 1 2  寺田 2013，第275頁.
6. ↑  大津線駅係員配置時間 （页面存档备份，存于）（日語） - 京阪電氣鐵道
7. ↑  寺田 2013，第133頁.
8. ↑  《K PRESS》2011年6月號6面

## 外部連結
- 錦 - 京阪電氣鐵道